# Lestinogomphus angustus
Lestinogomphus angustus é uma espécie de libelinha da família Gomphidae.
Pode ser encontrada nos seguintes países: Botswana, Camarões, República Democrática do Congo, Costa do Marfim, Quénia, Malawi, Moçambique, Namíbia, Serra Leoa, África do Sul, Tanzânia, Uganda, Zâmbia, Zimbabwe e possivelmente em Burundi.
Os seus habitats naturais são: matagal árido tropical ou subtropical, matagal húmido tropical ou subtropical e rios.